# Ascorhynchus stocki
Ascorhynchus stocki là một loài nhện biển trong họ Ascorhynchidae. Loài này thuộc chi Ascorhynchus. Ascorhynchus stocki được miêu tả khoa học năm 1987 bởi Hong & Kim.